# Народное Собрание Западной Украины

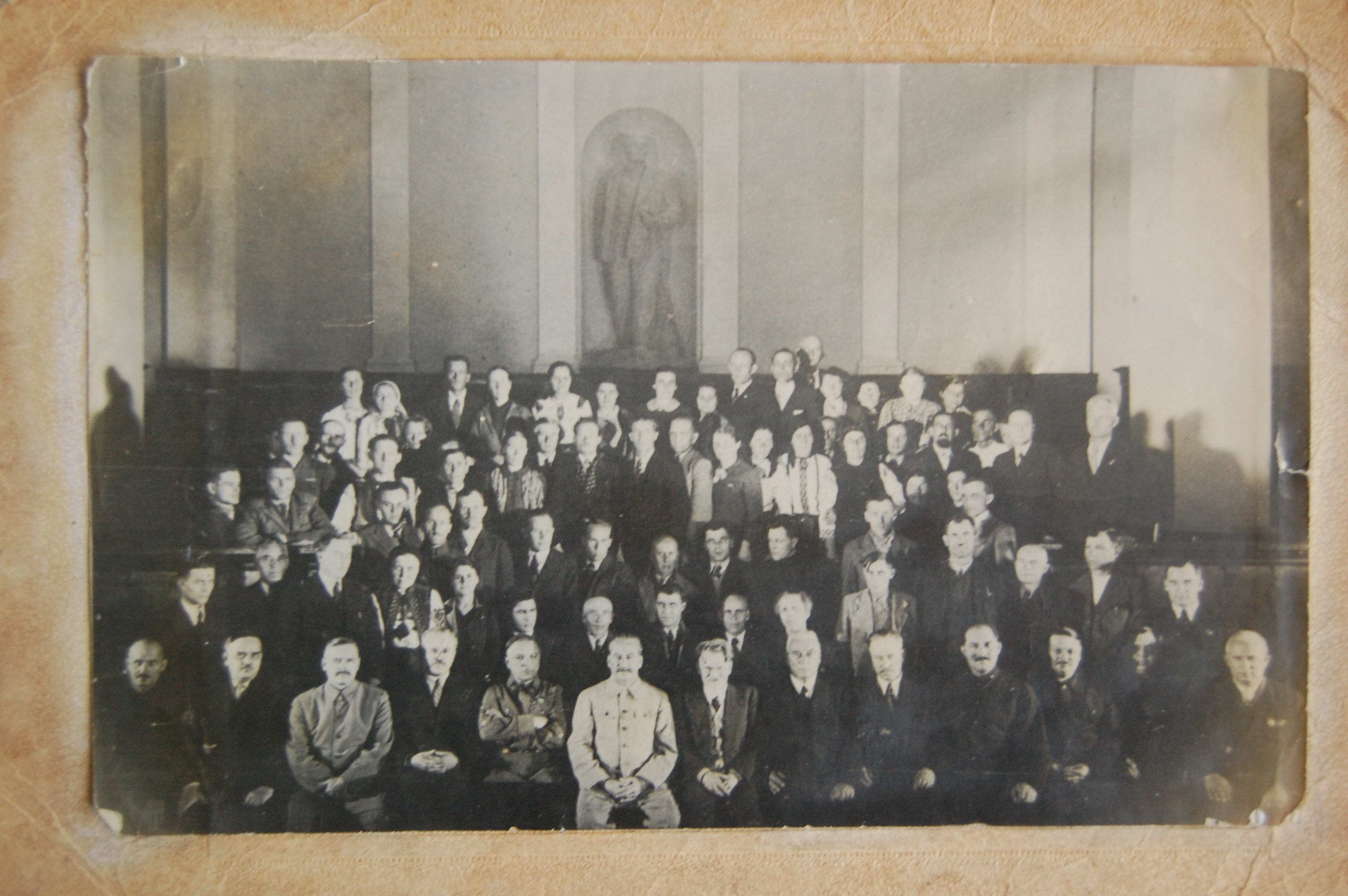
Делегаты Народного собрания от Западной Украины в Москве, 1939 год

Народное Собрание Западной Украины (укр. Народні Збори Західної України) — временный орган власти, созданный с целью правового оформления нового статуса Западной Украины после установления там советской власти в сентябре 1939 года.
Выборы в Народное Собрание проводились 22 октября 1939 года. Было избрано 1484 депутатов. Председателем собрания был избран Кирилл Студинский.
Выдвижение кандидатов в депутаты и выборы в Народное Собрание проходило под надзором и давлением на избирателей со стороны советской власти, которая поставила себе цель избрать просоветских депутатов. По утверждениям некоторых свидетелей тех событий, результаты выборов были сфальсифицированы. Случалось даже, что вопреки данным избирательных документов объявляли депутатами совсем других людей . Однако, по другим свидетельствам, выборы проходили на альтернативной основе и даже были случаи победы не утвержденных официально депутатов, например Александра Гринько . Выборы были организованы советской властью с целью придания легитимности присоединения к СССР новой территории .
Заседание собрания состоялись в Львове 26 — 28 октября 1939 года. На них было принято 4 декларации:
- об установлении советской власти в Западной Украине (докладчик Марьян Панчишин)
- о вхождении Западной Украины в состав СССР и воссоединении с УССР (Кирилл Студинский)
- о конфискации помещичьих и монастырских земель (Ю. М. Шкалубина)
- о национализации банков и крупной промышленности (Василий Садовый).

Была избрана комиссия, которая передала принятые декларации Верховным Советам СССР и УССР. 1 ноября 1939 года Верховный Совет СССР на внеочередной V сессии принял закон СССР «О включении Западной Украины в состав Союза ССР с воссоединением её с Украинской ССР». После этого акта Народное собрание Западной Украины прекратило своё существование.